# جنبش حقوق زنان در ایران (کتاب)
جنبش حقوق زنان در ایران، طغیان، افول و سرکوب از ۱۲۸۰ تا انقلاب ۵۷ (Women's rights movement in Iran : mutiny, appeasement, and repression from 1900 to Khomeini) نام کتابی است از الیز ساناساریان، استاد علوم سیاسی در دانشگاه جنوبی کالیفرنیا  که در سال ۱۹۸۲ توسط انتشارات دانشگاه میشیگان منتشر شده‌است. این کتاب با دیدگاهی جامعه‌شناختی به جنبش زنان در ایران می‌پردازد
و به عنوان منبع مورد استفاده بسیاری از محققان قرار گرفته‌است. کتاب جنبش حقوق زنان… در سال ۱۳۸۵ برنده جایزه تندیس صدیقه دولت‌آبادی شد.
نوشین احمدی خراسانی، نویسنده و فعال حقوق زنان که این کتاب را برای ترجمه به فارسی برگزیده است می‌نویسد: «تا کنون آثار و پژوهش‌های مختلفی دربارهٔ نقش زنان در تحولات یکصد سالهٔ اخیر به ویژه در دوران مشروطیت منتشر شده‌است اما ویژگی این کتاب که آن را از دیگر آثار چاپ شده متمایز می‌سازد، پرداختن به جنبش زنان از زمان مشروطیت تا اوایل انقلاب ۱۳۵۷ از منظری جامعه‌شناسانه است. تاکنون تحقیقات به عمل آمده در این حوزه نگاهی تاریخ‌نگارانه و عمدتاً وقایع‌نگارانه داشته‌اند، اما نویسنده در این کتاب، وقایع تاریخی را دستمایهٔ کار خود قرار داده تا تحلیلی جنسیتی از رویدادهای تاریخ معاصر ارائه دهد.»

## فصل‌های کتاب
این کتاب شامل هفت فصل می‌باشد: 
- فصل ۱، شامل مقدمه، چارچوب نظری، مشکلات تحقیق و چکیده مطالب کتاب.
- فصل ۲، موقعیت زنان و ریشه‌های مشارکت اجتماعی و سیاسی آنان.
- فصل ۳، خیزش جنبش حقوق زنان ۱۳۱۱- ۱۲۹۸
- فصل ۴، زوال جنبش حقوق زنان ۱۳۱۱-۱۳۳۱
- فصل ۵، رسمیت بخشی و همگرایی
- فصل ۶، حقوق زنان و جنبش ضد شاه
- فصل ۷، (ترجمه نشده)
- فصل ۸، دورنمای آینده